# Coventry Climax

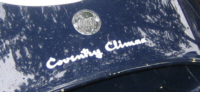
El logotip de Coventry Climax.

Coventry Climax és el nom de la companyia britànica Climax que fabricava principalment motors d'automòbil, a més de generadors, motobombes i muntacàrregues.

## Història
Coventry Climax va ser fundada l'any 1903 per H. Pulham Lee, un antic treballador de Daimler que va crear l'empresa per construir motors de combustió amb el nom de Coventry Simplex.
Ja a la preguerra els motors Coventry diverses marques d'automòbils com Morgan Motor Company, Triumph, Swift i altres feien servir motors de Climax.
Amb la crisi financera de 1930, especialment amb el tancament de Swift l'any 1931, Coventry es va quedar amb una gran quantitat de motors emmagatzemats. Lee va deixar la companyia en mans del seu fill Leonard Lee, que va decidir canviar el nom a Coventry Climax i transformar els motors emmagatzemats en generadors, el que va donar a la companyia l'oportunitat d'entrar en una nova àrea.
L'any 1937 es va començar a produir motobombes reconegudes per poder treballar llargs períodes a causa del bon disseny i una construcció de qualitat. Constructors que feien servir motors Coventry després de la II Guerra Mundial van ser Clan, Hillman, Kieft, Lotus, Cooper i TVR
Ja l'any 1949 va diversificar-se i va passar a construir també motors dièsel per ús marí, muntacàrregues, etc. L'any 1990 l'empresa va tancar portes.

## A la F1
Coventry Climax va debutar a la vuitena temporada de la història de la Fórmula 1 disputant el 19 de maig de la temporada 1957, el GP de Mònaco.
Coventry Climax va guanyar un total de quatre títols mundials amb els equips Cooper i Lotus.